# Krystyna Lubomirska
Krystyna Maria Lubomirska (zm. we wrześniu 2022) – polska pedagog, dr hab.

## Życiorys
30 marca 1993 habilitowała się na podstawie pracy zatytułowanej Przedszkole - rzeczywistość i szansa. Została zatrudniona na stanowisku adiunkta w Katedrze Edukacji Początkowej na Wydziale Pedagogicznym Uniwersytetu Warszawskiego.
Awansowała na stanowisko profesora na Wydziale Pedagogicznym Wyższej Szkole Humanistycznej im. Aleksandra Gieysztora w Pułtusku.